# Bent Kilde
Bent Kilde (født 12. april 1938 i Odense) er en dansk tidligere hockeyspiller, der deltog på det danske landshold ved OL 1960 i Rom. Han spillede for Hockeyklubben Odin og opnåede i alt 8 landskampe i perioden 1960-1967.
Ved OL i 1960 blev Danmark sidst blandt 16 hold. Bent Kilde debuterede på landsholdet ved legene og spillede de to første kampe i indledende runde, men måtte sidde over i tredje kamp på grund af problemer med maven. Danmark tabte alle kampe og trak sig inden placeringskampene.